# Diderik van Bleyswijk

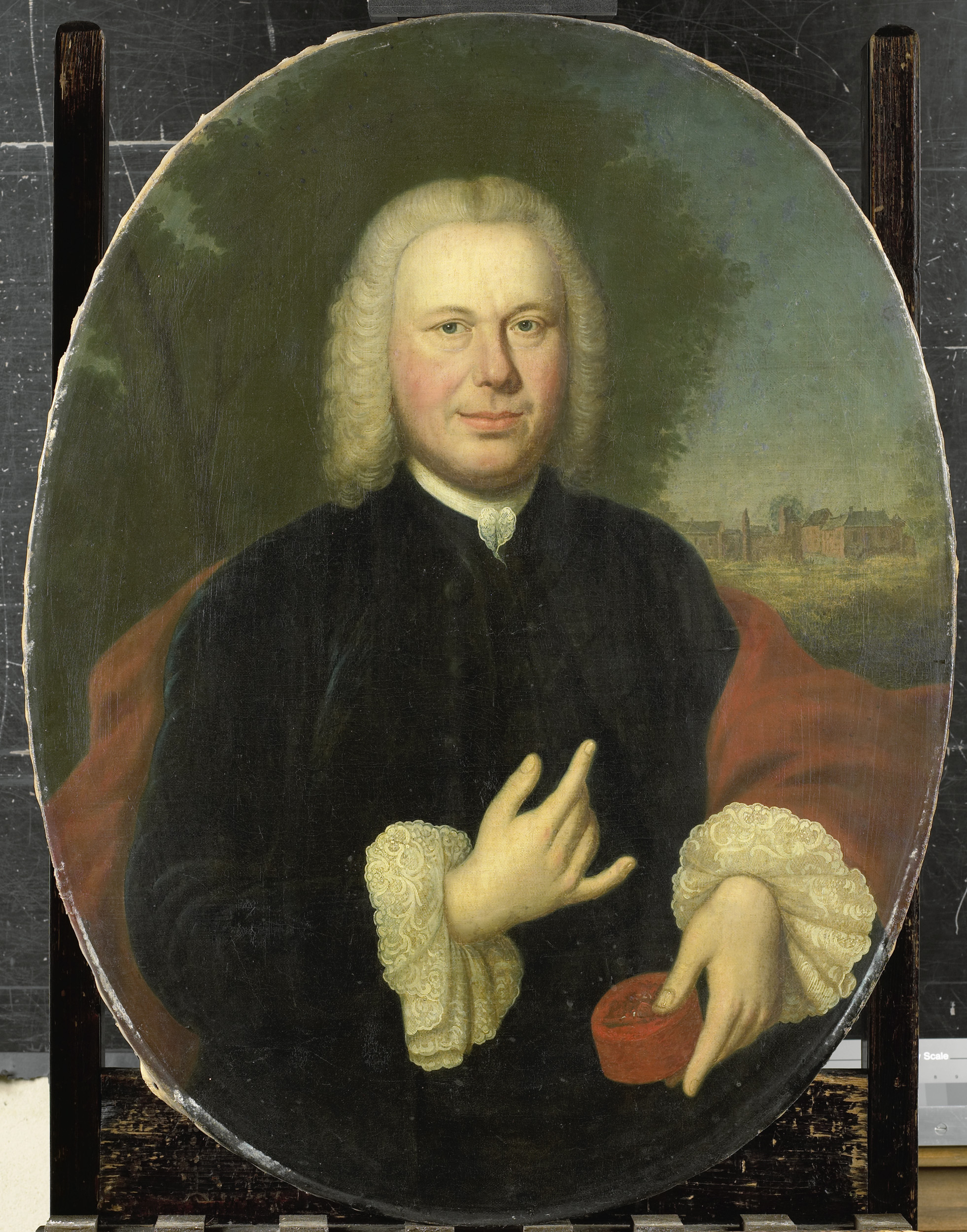
Diderik van Bleyswijk

Diderik van Bleyswijk (1711-1763) was een Hollandse bestuurder, die tussen 1734 en 1755 vroedschap en burgemeester van Gorinchem was. Daarnaast was hij vrijheer van Eethen en Meeuwen, en heer van Babyloniënbroek.
Zijn memoires, die een goede inzage verschaffen in de mentaliteit en het bestaan van een regent in een kleine Hollandse stad gedurende die decennia, werden in 1887 door de historicus Theodorus Jorissen gepubliceerd. In het Rijksmuseum in Amsterdam bevindt zich een geschilderd portret van hem uit 1761 van de hand van Conrad Kuster.
- Bibliothèque nationale de France: cb105958965 (data)
- Biografisch Portaal: 84299652
- Gemeinsame Normdatei: 1055208992
- International Standard Name Identifier: 0000 0000 0149 1906
- Nederlandse Thesaurus van Auteursnamen: 074278312
- Système universitaire de documentation: 248398768
- Virtual International Authority File: 1768